# Saïdou Kane
Saïdou Kane (pronuncia-se AFI: [sa.idu kan]) foi um historiador, linguista, antropólogo, professor, política e radialista mauritano. Um africanista, Kane foi um dos fundadores do Instituto das línguas nacionais na Mauritânia, e trabalhou, no Senegal e em seu país natal, com o registro e a difusão de mitos fundadores e de fatos referentes à História da África. Kane teve programas em rádios como a Rádio Senegal e em emissoras mauritanas.
Ele se envolveu na política, sendo um dos criadores e presidente do movimento rebelde Forças de Liberação Africanas da Mauritânia (FLAM). Kane foi um discípulo do professor Cheikh Anta Diop.
Saïdou Kane morreu em um acidente de carro, a 3 de outubro de 2006, quando voltava à Mauritânia após treze anos de exílio.